# SC Fortuna Köln/Saison 1973/74
Dieser Artikel beschreibt den Verlauf der Saison 1973/74 des SC Fortuna Köln. Der Klub trat in der Saison in der Bundesliga an. Er belegte am Saisonende den vorletzten Platz und stieg in die 2. Bundesliga Nord 1974/75 ab. Im DFB-Pokal schied die Mannschaft in der zweiten Runde aus.
Es war die erste und bis heute einzige Teilnahme des Klubs an der Fußball-Bundesliga.

## Personalien

### Kader 1973/74
- Stand: Abschluss Saison 1973/74

| Nat.                       | Spieler             | Geburtsdatum  | seit | letzter Verein           |
| Torhüter                   |                     |               |      |                          |
| Deutschland Bundesrepublik | Wolfgang Fahrian    | 31. Mai 1941  | 1969 | Fortuna Düsseldorf       |
| Deutschland Bundesrepublik | Helmar Schwarzbach  | 9. März 1943  | 1968 | Fortuna Düsseldorf       |
| Abwehr                     |                     |               |      |                          |
| Deutschland Bundesrepublik | Peter Boers         | 24. Nov. 1946 | 1966 | Sportfreunde 1893 Köln   |
| Deutschland Bundesrepublik | Hans-Günter Neues   | 14. Nov. 1950 | 1971 | VfR Neuss                |
| Deutschland Bundesrepublik | Günter Schwaba      | 19. Aug. 1948 | 1972 | Eintracht Gelsenkirchen  |
| Deutschland Bundesrepublik | Karl-Heinz Struth   | 17. Apr. 1948 | 1968 | 1. FC Köln               |
| Deutschland Bundesrepublik | Gerd Zimmermann     | 26. Sep. 1949 | 1970 | Borussia Mönchengladbach |
| Mittelfeld                 |                     |               |      |                          |
| Deutschland Bundesrepublik | Rolf Bauerkämper    | 24. Feb. 1947 | 1971 | Schwarz-Weiß Essen       |
| Irland                     | Noel Campbell       | 11. Dez. 1949 | 1971 | St Patrick’s Athletic    |
| Deutschland Bundesrepublik | Wolfgang Glock      | 26. Mai 1946  | 1970 | Schwarz-Weiß Essen       |
| Deutschland Bundesrepublik | Günter Oleknavicius | 21. Feb. 1950 | 1972 | VfR Frankenthal          |
| Deutschland Bundesrepublik | Friedhelm Otters    | 12. Juli 1948 | 1968 | FC Hertha Rheidt         |
| Sturm                      |                     |               |      |                          |
| Peru                       | Julio Baylón        | 10. Sep. 1950 | 1973 | Alianza Lima             |
| Deutschland Bundesrepublik | Helmut Bergfelder   | 21. Nov. 1946 | 1970 | Bonner SC                |
| Deutschland Bundesrepublik | Rolf Kucharski      | 19. Apr. 1948 | 1971 | Schwarz-Weiß Essen       |
| Deutschland Bundesrepublik | Karl-Heinz Mödrath  | 22. Sep. 1951 | 1972 | SC Viktoria Köln         |
| Deutschland Bundesrepublik | Wolfgang Thier      | 4. Nov. 1948  | 1972 | Eintracht Gelsenkirchen  |
| Deutschland Bundesrepublik | Lothar Wesseler     | 21. Feb. 1954 | 1973 | Eintracht Gelsenkirchen  |

## Saison
Alle Ergebnisse aus Sicht des SC Fortuna Köln.
Die Tabelle listet alle Bundesligaspiele des Vereins der Saison 1973/74 auf. Siege sind grün, Unentschieden gelb und Niederlagen rot markiert.

### Bundesliga
| ST | Datum              | Gegner                   | Ort                                     | Ergebnis  | Tor(e) für den SC Fortuna Köln                                        |
| -- | ------------------ | ------------------------ | --------------------------------------- | --------- | --------------------------------------------------------------------- |
| 1  | 11. August 1973    | Borussia Mönchengladbach | Bökelbergstadion, Mönchengladbach       | 1:3 (0:2) | 1:3 Glock (89.)                                                       |
| 2  | 18. August 1973    | FC Bayern München        | Müngersdorfer Radrennbahn, Köln         | 0:3 (0:1) |                                                                       |
| 3  | 22. August 1973    | Fortuna Düsseldorf       | Müngersdorfer Radrennbahn, Köln         | 1:1 (1:0) | 1:0 Bergfelder (4.)                                                   |
| 4  | 25. August 1973    | Rot-Weiss Essen          | Georg-Melches-Stadion, Essen            | 2:0 (1:0) | 1:0 Zimmermann (28.), 2:0 Struth (54.)                                |
| 5  | 1. September 1973  | Hertha BSC               | Müngersdorfer Radrennbahn, Köln         | 3:3 (0:3) | 1:3 Mödrath (56.), 2:3, 3:3 Kucharski (73.), (83.)                    |
| 6  | 8. September 1973  | Wuppertaler SV           | Stadion am Zoo, Wuppertal               | 0:0       |                                                                       |
| 7  | 14. September 1973 | FC Schalke 04            | Müngersdorfer Radrennbahn, Köln         | 1:1 (0:0) | 1:0 Oleknavicius (55., Elfmeter)                                      |
| 8  | 22. September 1973 | Werder Bremen            | Weserstadion, Bremen                    | 0:2 (0:1) |                                                                       |
| 9  | 29. September 1973 | Hannover 96              | Müngersdorfer Radrennbahn, Köln         | 2:2 (0:2) | 1:2 Anders (73.), 2:2 Zimmermann (89.)                                |
| 10 | 6. Oktober 1973    | Eintracht Frankfurt      | Waldstadion, Frankfurt am Main          | 2:4 (1:0) | 1:0 Kucharski (6.), 2:0 Kucharski (62.)                               |
| 11 | 17. Oktober 1973   | 1. FC Köln               | Müngersdorfer Radrennbahn, Köln         | 0:2 (0:1) |                                                                       |
| 12 | 19. Oktober 1973   | MSV Duisburg             | Wedaustadion, Duisburg                  | 3:1 (2:1) | 1:0 Baylón (11.), 2:1 Struth (43.), 3:1 Bauerkämper (79.)             |
| 13 | 27. Oktober 1973   | 1. FC Kaiserslautern     | Müngersdorfer Radrennbahn, Köln         | 3:3 (1:2) | 1:1 Bergfelder (27.), 2:2 Otters (65.), 3:3 Kucharski (84., Elfmeter) |
| 14 | 3. November 1973   | VfB Stuttgart            | Neckarstadion, Stuttgart                | 1:2 (1:1) | 1:0 Bergfelder (18.)                                                  |
| 15 | 10. November 1973  | VfL Bochum               | Müngersdorfer Radrennbahn, Köln         | 2:2 (0:2) | 1:2 Zimmermann (56.), 2:2 Glock (71.)                                 |
| 16 | 17. November 1973  | Hamburger SV             | Volksparkstadion, Hamburg               | 0:4 (0:2) |                                                                       |
| 17 | 8. Dezember 1973   | Kickers Offenbach        | Müngersdorfer Radrennbahn, Köln         | 2:1 (1:0) | 1:0 Kucharski (41.), 2:0 Koppenhöfer (46.)                            |
| 18 | 5. Januar 1974     | Borussia Mönchengladbach | Müngersdorfer Radrennbahn, Köln         | 3:5 (1:2) | 1:0 Kucharski (8.), 2:2 Mödrath (50.), 3:2 Glock (53.)                |
| 19 | 12. Januar 1974    | FC Bayern München        | Olympiastadion, München                 | 1:5 (1:3) | 1:1 Kucharski (17.)                                                   |
| 20 | 19. Januar 1974    | Fortuna Düsseldorf       | Rheinstadion, Düsseldorf                | 1:5 (0:3) | 1:3 Struth (67.)                                                      |
| 21 | 26. Januar 1974    | Rot-Weiss Essen          | Müngersdorfer Radrennbahn, Köln         | 1:3 (0:1) | 1:3 Kucharski (90., Elfmeter)                                         |
| 22 | 2. Februar 1974    | Hertha BSC               | Olympiastadion, Berlin                  | 1:1 (1:1) | 1:0 Struth (34.)                                                      |
| 23 | 9. Februar 1974    | Wuppertaler SV           | Müngersdorfer Radrennbahn, Köln         | 2:1 (0:0) | 1:1, 2:1 Wesseler (53., 89.)                                          |
| 24 | 2. März 1974       | FC Schalke 04            | Glückauf-Kampfbahn, Gelsenkirchen       | 1:6 (0:2) | 1:3 Wesseler (62.)                                                    |
| 25 | 9. März 1974       | Werder Bremen            | Müngersdorfer Radrennbahn, Köln         | 1:3 (0:1) | 1:2 Glock (71.)                                                       |
| 26 | 16. März 1974      | Hannover 96              | Niedersachsenstadion, Hannover          | 1:1 (0:1) | 1:1 Neues (53.)                                                       |
| 27 | 23. März 1974      | Eintracht Frankfurt      | Müngersdorfer Radrennbahn, Köln         | 3:2 (2:0) | 1:0 Wesseler (35.), 2:0 Otters (39.), 3:2 Glock (84.)                 |
| 28 | 30. März 1974      | 1. FC Köln               | Müngersdorfer Radrennbahn, Köln         | 0:5 (0:1) |                                                                       |
| 29 | 6. April 1974      | MSV Duisburg             | Müngersdorfer Radrennbahn, Köln         | 3:0 (2:0) | 1:0, 2:0, 3:0 Struth (5., Elfmeter), (35., Elfmeter), (79.)           |
| 30 | 20. April 1974     | 1. FC Kaiserslautern     | Betzenbergstadion, Kaiserslautern       | 1:2 (0:0) | 1:0 Struth (52.)                                                      |
| 31 | 27. April 1974     | VfB Stuttgart            | Müngersdorfer Radrennbahn, Köln         | 1:0 (0:0) | 1:0 Glock (69.)                                                       |
| 32 | 4. Mai 1974        | VfL Bochum               | Stadion an der Castroper Straße, Bochum | 0:2 (0:1) |                                                                       |
| 21 | 5. Februar 1966    | Hamburger SV             | Müngersdorfer Radrennbahn, Köln         | 3:0 (0:0) | 1:0 Glock (49.), 2:0 Struth (70., Elfmeter), 3:0 Zimmermann (81.)     |
| 34 | 18. Mai 1974       | Kickers Offenbach        | Stadion am Bieberer Berg, Offenbach     | 0:4 (0:1) |                                                                       |

### DFB-Pokal
Die Tabelle listet alle Spiele des Vereins im DFB-Pokal der Saison 1973/74 auf.
| Runde | Datum             | Gegner        | Ort                             | Ergebnis             | Tore für den SC Fortuna Köln                                   |
| ----- | ----------------- | ------------- | ------------------------------- | -------------------- | -------------------------------------------------------------- |
| 1     | 1. Dezember 1973  | VfB Stuttgart | Müngersdorfer Radrennbahn, Köln | 3:2 n. V. (1:0; 1:1) | 1:0 Oleknavicius (43.), 2:1 Glock (94.), 3:1 Bergfelder (104.) |
| 2     | 19. Dezember 1973 | Hannover 96   | Müngersdorfer Radrennbahn, Köln | 0:0 n. V.            |                                                                |
| 2     | 29. Dezember 1973 | Hannover 96   | Niedersachsenstadion, Hannover  | 0:2 (0:1)            |                                                                |

## Statistiken

### Saisonverlauf
| Spieltag | 1  | 2  | 3  | 4  | 5  | 6  | 7  | 8  | 9  | 10 | 11 | 12 | 13 | 14 | 15 | 16 | 17 | 18 | 19 | 20 | 21 | 22 | 23 | 24 | 25 | 26 | 27 | 28 | 29 | 30 | 31 | 32 | 33 | 34 |
| -------- | -- | -- | -- | -- | -- | -- | -- | -- | -- | -- | -- | -- | -- | -- | -- | -- | -- | -- | -- | -- | -- | -- | -- | -- | -- | -- | -- | -- | -- | -- | -- | -- | -- | -- |
| Spielort | A  | H  | H  | A  | H  | A  | H  | A  | H  | A  | H  | A  | H  | A  | H  | A  | H  | H  | A  | A  | H  | A  | H  | A  | H  | A  | H  | A  | H  | A  | H  | A  | H  | A  |
| Resultat | N  | N  | U  | S  | U  | U  | U  | N  | U  | N  | N  | S  | U  | N  | U  | N  | S  | N  | N  | N  | N  | U  | S  | N  | N  | U  | S  | N  | S  | N  | S  | N  | S  | N  |
| Platz    | 15 | 17 | 16 | 14 | 11 | 13 | 10 | 15 | 13 | 16 | 17 | 16 | 16 | 16 | 16 | 16 | 16 | 17 | 18 | 18 | 18 | 18 | 18 | 18 | 18 | 18 | 17 | 18 | 16 | 17 | 17 | 17 | 16 | 17 |

Legende: Spielort: H = Heim; A = Auswärts. Resultat: S = Sieg; U = Unentschieden; N = Niederlage

### Tabelle
| Position | Team            | Sp | G  | U  | N  | TV    | TD  | Punkte |
| -------- | --------------- | -- | -- | -- | -- | ----- | --- | ------ |
| 14       | VfL Bochum      | 34 | 09 | 12 | 13 | 45:57 | -12 | 30:38  |
| 15       | MSV Duisburg    | 34 | 11 | 07 | 16 | 42:56 | -14 | 29:39  |
| 16       | Wuppertaler SV  | 34 | 08 | 09 | 17 | 42:65 | -23 | 25:43  |
| 17       | SC Fortuna Köln | 34 | 08 | 09 | 17 | 46:79 | -33 | 25:43  |
| 18       | Hannover 96     | 34 | 06 | 10 | 18 | 50:66 | -16 | 22:46  |

Stand: 18. Mai 1974

### Spielerstatistiken
| Spieler             | Bundesliga | Bundesliga | Bundesliga  | Bundesliga | DFB-Pokal | DFB-Pokal | DFB-Pokal   | DFB-Pokal  | Total    | Total | Total       | Total      |
| Spieler             | Einsätze   | Tore       | Gelbe Karte | Rote Karte | Einsätze  | Tore      | Gelbe Karte | Rote Karte | Einsätze | Tore  | Gelbe Karte | Rote Karte |
| ------------------- | ---------- | ---------- | ----------- | ---------- | --------- | --------- | ----------- | ---------- | -------- | ----- | ----------- | ---------- |
| Rolf Bauerkämper    | 18         | 1          | 0           | 0          | 0         | 0         | 0           | 0          | 18       | 1     | 0           | 0          |
| Julio Baylón        | 13         | 1          | 1           | 0          | 0         | 0         | 0           | 0          | 13       | 1     | 1           | 0          |
| Helmut Bergfelder   | 32         | 3          | 3           | 0          | 3         | 1         | 0           | 0          | 35       | 4     | 3           | 0          |
| Peter Boers         | 28         | 0          | 6           | 0          | 3         | 0         | 0           | 0          | 31       | 0     | 6           | 0          |
| Noel Campbell       | 29         | 0          | 1           | 0          | 3         | 0         | 0           | 0          | 32       | 0     | 1           | 0          |
| Wolfgang Fahrian    | 34         | 0          | 0           | 0          | 3         | 0         | 0           | 0          | 37       | 0     | 0           | 0          |
| Wolfgang Glock      | 33         | 7          | 3           | 0          | 3         | 1         | 0           | 0          | 36       | 8     | 3           | 0          |
| Rolf Kucharski      | 22         | 9          | 1           | 0          | 2         | 0         | 0           | 0          | 24       | 9     | 1           | 0          |
| Karl-Heinz Mödrath  | 4          | 2          | 1           | 0          | 1         | 0         | 0           | 0          | 5        | 2     | 1           | 0          |
| Hans-Günter Neues   | 32         | 1          | 6           | 0          | 3         | 0         | 0           | 0          | 35       | 1     | 6           | 0          |
| Günter Oleknavicius | 28         | 1          | 1           | 0          | 3         | 1         | 0           | 0          | 31       | 2     | 1           | 0          |
| Friedhelm Otters    | 25         | 2          | 3           | 0          | 1         | 0         | 0           | 0          | 26       | 2     | 3           | 0          |
| Günter Schwaba      | 23         | 0          | 1           | 0          | 3         | 0         | 0           | 0          | 26       | 0     | 1           | 0          |
| Helmar Schwarzbach  | 0          | 0          | 0           | 0          | 0         | 0         | 0           | 0          | 0        | 0     | 0           | 0          |
| Karl-Heinz Struth   | 33         | 9          | 2           | 0          | 3         | 0         | 0           | 0          | 36       | 9     | 2           | 0          |
| Wolfgang Thier      | 29         | 0          | 0           | 0          | 3         | 0         | 0           | 0          | 32       | 0     | 0           | 0          |
| Lothar Wesseler     | 17         | 4          | 1           | 0          | 2         | 0         | 0           | 0          | 19       | 4     | 1           | 0          |
| Gerd Zimmermann     | 29         | 4          | 0           | 0          | 3         | 0         | 0           | 0          | 32       | 4     | 0           | 0          |

Stand: Saisonende 1973/74

### Bundesliga-Zuschauerzahlen
Während der Neubauphase des Müngersdorfer Stadions, der eigentlichen Heimstätte, trug der SC Fortuna Köln seine Bundesliga-Heimspiele in der Müngersdorfer Radrennbahn aus. Zu diesem Zweck wurde das Fassungsvermögen der Radrennbahn von 15.000 auf rund 29.000 Zuschauer erhöht.
| Stadion                   | Kapazität | Zuschauer | pro Spiel | Aus- lastung | absolvierte Heimspiele |
| ------------------------- | --------- | --------- | --------- | ------------ | ---------------------- |
| Müngersdorfer Radrennbahn | 28.851    | 0227.500  | 0013.382  | 046,38 %     | 17                     |
| Stand: Saisonende 1973/74 |           |           |           |              |                        |